# Cavac Motor Car Company
Cavac Motor Car Company, vorher Small Motor Car Company, war ein US-amerikanischer Hersteller von Automobilen.

## Unternehmensgeschichte
Die Small Motor Car Company wurde 1910 in Detroit in Michigan gegründet. Im gleichen Jahr begann die Produktion von Automobilen in geringem Umfang. Der Markenname lautete Cavac. Anfang 1911 wurden Fahrzeuge auf mehreren Automobilausstellungen präsentiert. Für die Serienfertigung waren Werke in Detroit und Winnipeg vorgesehen. Ende 1911 erfolgte die Umfirmierung in Cavac Motor Car Company und der Umzug nach Philadelphia in Pennsylvania. Noch 1911 endete die Produktion.

## Fahrzeuge
Ein Vierzylindermotor mit L-Kopf trieb die Fahrzeuge an. Er leistete 24 PS. Das Fahrgestell bestand aus Stahl und war als Underslung-Bauart ausgelegt. Der Radstand betrug 254 cm. Einzige Karosserieform war ein zweisitziger Roadster. Der Neupreis betrug 1050 US-Dollar.